# Enno Poppe
Œuvres principales
Arbeit Nahrung Wohnung (opéra)
Enno Poppe, né le 30 décembre 1969 à Hemer, Rhénanie-du-Nord-Westphalie, est un compositeur, chef d'orchestre et professeur de musique allemand.

## Biographie
Enno Poppe a étudié la composition et la direction d'orchestre à l'université des arts de Berlin avec Friedrich Goldmann et Gösta Neuwirth, entre autres. Il a étudié aussi au Centre d'art et de technologie des médias de Karlsruhe.
Depuis 1998, il a dirigé l'« ensemble mosaik » de Berlin qui se consacre à la musique contemporaine. Il a enseigné de 2002 à 2004 à l'Académie de musique Hanns Eisler. Il a reçu des commandes du Festival de Salzbourg, du Berliner Festspiele, de l'Ensemble intercontemporain, de la Junge Deutsche Philharmonie, de l'Ensemble Modern, du Klangforum Wien, de l'Ensemble musikFabrik, de la Westdeutscher Rundfunk, du festival de Donaueschingen, du Festival de Schwetzingen et de la Bayerischer Rundfunk.
Poppe a été pensionnaire de la Villa Massimo en 1995/96, et a gagné le Prix Ernst-von-Siemens en 2004.
Son opéra Arbeit Nahrung Wohnung (Travail, nourriture, logement) sur un livret de Marcel Beyer a été créé à la Biennale de Munich en 2008.
Depuis 2008, Poppe est membre de l'Académie des arts de Berlin, depuis 2009 de l'Académie des sciences et des arts de Rhénanie du Nord-Westphalie, depuis 2010 de l'Académie bavaroise des beaux-arts.

## Œuvres (sélection)

### Œuvres pour la scène
- IQ (2011/12). texte: Marcel Beyer
- Arbeit Nahrung Wohnung (2006-2007) texte: Marcel Beyer
- Interzone (2003/2004) texte: Marcel Beyer

### Œuvres pour orchestre
- Welt (2011/12)
- Markt (2008/2009)
- Altbau (2007/2008)
- Keilschrift (2006)
- Obst (2006)
- Altbau (2008)
- Markt (2009)
- Welt (2012) pour orchestre à cordes
- Filz (2014) pour orchestre de chambre
- Ich kann mich an nichts erinnern (Je ne me souviens de rien, 2005-15) pour chœur, orgue et orchestre
- Torf (2016)
- FETT (2018)

### Œuvres pour ensembles
- Speicher (2008-2013)
- Wald (2010) pour quatre quatuors à cordes
- Salz (2005)
- Öl (2001-2004)
- Holz (1999/2000) pour clarinette et petit ensemble
- Filz (Felt) pour alto solo, 4 clarinettes basses et cordes (2014)
- Koffer pour ensemble de chambre (2013)

### Musique de chambre
- Brot (2007/13) pour cinq instruments
- Schweiß (2010) pour violoncelle et piano ou pour quatre instruments
- Zug (2008) pour sept cuivres
- Tier (2002) pour quatuor à cordes
- Gelöschte Lieder (1996–99) flûte, violon, violoncelle et piano

### Musique vocale
- Abend (2007) pour quatre voix d'hommes et quatre trombones
- Drei Arbeiten (2007) pour baryton, cor, piano et percussion
- Gold (2006) pour chœur mixte
- Wespe (2005) pour voix seule

### Instrument seul
- 17 etudes for flute (1993/2009)
- Arbeit (2006/07) for virtual Hammond organ
- Herz (2002) pour violoncelle
- Thema mit 840 Variationen (1993/97) pour piano

## Source
- (en) Cet article est partiellement ou en totalité issu de l’article de Wikipédia en anglais intitulé « Enno Poppe » (voir la liste des auteurs).